# Kreuth (Gemeinde Althofen)
Der Weiler Kreuth ist ein ehemaliger Ortsteil der Ortschaft Althofen in der Gemeinde Althofen im Bezirk Sankt Veit an der Glan.

## Namenkundliches
Der Ortsname Kreuth bedeutet laut dem Namenforscher Kranzmayer Rodung. Orte dieses Namens, so Kranzmayer, treten in Kärnten erst ab dem 13. Jahrhundert auf.

## Geschichte
1383 wurde Kreuth als „gerewt, [...] gelegen in dem purkhfrid zu altenhofen“, erstmals urkundlich erwähnt.
Einzig im Jahr 1880 wurde Kreuth bei der damaligen Volkszählung als Ortsteil von Althofen ausgewiesen, wobei der Ort als Weiler, bestehend aus drei Häusern mit 27 Einwohnern, bezeichnet wurde.